# Échangeur de Beauchemin
Échangeur Beauchemin is een snelwegknooppunt in de Franse regio Grand Est. Op dit knooppunt bij de plaats Beauchemin sluit de A5 aan op de A31.

## Bouwvorm
Het knooppunt is een mixvormknooppunt.